# Адміністративний устрій Ренійського району
Адміністративний устрій Ренійського району — адміністративно-територіальний поділ ліквідованого Ренійського району Одеської області на 1 міську та 7 сільських рад, які об'єднували 8 населених пунктів та були підпорядковані Ренійській районній раді. Адміністративний центр — місто Рені.
Ренійський район був ліквідований 17 липня 2020 року.

## Список радРенійського району
| № | Назва                      | Центр           | Населені пункти | Площа км² | Місце за площею | Населення (2001), чол. | Місце за населенням | Розташування |
| - | -------------------------- | --------------- | --------------- | --------- | --------------- | ---------------------- | ------------------- | ------------ |
| 1 | Ренійська міська рада      | м. Рені         | м. Рені         |           |                 |                        |                     |              |
| 2 | Долинська сільська рада    | с. Долинське    | с. Долинське    |           |                 |                        |                     |              |
| 3 | Котловинська сільська рада | с. Котловина    | с. Котловина    |           |                 |                        |                     |              |
| 4 | Лиманська сільська рада    | c. Лиманське    | c. Лиманське    |           |                 |                        |                     |              |
| 5 | Нагірненська сільська рада | c. Нагірне      | c. Нагірне      |           |                 |                        |                     |              |
| 6 | Новосільська сільська рада | c. Новосільське | c. Новосільське |           |                 |                        |                     |              |
| 7 | Орлівська сільська рада    | c. Орлівка      | c. Орлівка      |           |                 |                        |                     |              |
| 8 | Плавнівська сільська рада  | c. Плавні       | c. Плавні       |           |                 |                        |                     |              |

* Примітки: м. — місто, с-ще — селище, смт — селище міського типу, с. — село